# Matic Črnic
Matic Črnic (12 giugno 1992) è un calciatore sloveno, centrocampista o attaccante del Rogoza.

## Caratteristiche tecniche
Giocatore eclettico, particolarmente veloce e abile negli spazi stretti, dotato di un buon dribbling, e tatticamente molto intelligente.

## Carriera

### Club
Conta una presenza in Europa League, entrando all'inizio del secondo tempo di Sparta Praga-Maribor (1-0).

### Nazionale
Ha giocato nelle nazionali giovanili slovene Under-19 ed Under-21.
Nel 2016 ha giocato 2 partite con la nazionale maggiore slovena.

## Palmarès

### Club

#### Competizioni nazionali
- Campionato sloveno: 3

Maribor: 2008-2009, 2010-2011, 2011-2012
- Coppa di Slovenia: 2

Maribor: 2009-2010, 2011-2012
- Supercoppa di Slovenia: 1

Maribor: 2009